# Xian de Yuexi (Anhui)
Pour les articles homonymes, voir Yuexi.
Le xian de Yuexi (岳西县 ; pinyin : Yuèxī Xiàn) est un district administratif de la province de l'Anhui en Chine. Il est placé sous la juridiction de la ville-préfecture d'Anqing.

## Démographie
La population du district était de 400 870 habitants en 1999.

## Réseau routier
La route nationale 318 (ou G318), d'une longueur de 5 476 kilomètres, qui relie Shanghai à la frontière népalaise, traverse le xian.